# Buch (Schwäbisch Hall)
Buch ist ein Weiler des Stadtteils Sulzdorf der Stadt Schwäbisch Hall im nordöstlichen Baden-Württemberg.

## Geographie
Buch liegt knapp zweieinhalb Kilometer ostsüdöstlich der Ortsmitte von Sulzdorf stark zurückgesetzt im Süden auf dem langen Mündungssporn des Hirtenbachs in die Bühler. Der kleine, landwirtschaftlich geprägte Ort mit einem Weichbild aus Obstgärten hat nur rund ein Dutzend Hausnummern mit zusätzlich einigen landwirtschaftlichen Gebäuden. Unmittelbar östlich beginnt der steile, bald bewaldete Abfall ins Tal der Bühler, gelinder ist das Gefälle im Nordwesten hinunter zum kleinen Hirtenbach, der fast 800 Meter nördlich des Ortes in zuletzt nordwestlichem Lauf von links in sie mündet. Auf dem äußersten Sporn liegt dort etwa 40 Meter unter der Ortshöhe hinter noch gut erkennbarem Halsgraben und über einer Felswand am Prallhang des Flusses der Burgstall der ehemaligen Burg Buch.
Aus Sulzdorf im Westen kommend, zieht die K 2602 durch den Weiler ins nähere Vellberg im Südosten. Ein kleines Sträßchen von nur örtlicher Bedeutung zweigt von ihr in Buch in Richtung Dörrenzimmern ab. Dicht am nördlichen Ortsrand  vorbei verläuft die Bahnstrecke Crailsheim–Heilbronn in einem tiefen Einschnitt; zuvor quert die Strecke das Tal der Bühler auf dem Bucher Viadukt, welcher einhundert Meter vom Ortsrand entfernt liegt.
Die nächsten Wohnplätze sind die Vellberger Mühlenwüstung Rappolden im Nordnordosten auf der anderen Bühlerseite, die recht neue Vellberger Bärenbachsiedlung im Südsüdosten, der Sulzdorfer Weiler Dörrenzimmern im Südwesten, Sulzdorf selbst im Westen und der Sulzdorfer Weiler  Anhausen im Nordnordwesten.

## Geschichte
Der Weiler Buch war bis 1844 bei Untersontheim. Die Burg Buch ist um das Jahr 1610 belegt. Die Herren von Buch waren eines Stammes mit denen von Anhausen, ebenso von Klingenfels und von Neuberg. Das Wappen ist belegt. Seit 1380 gehörte die Burg „Buch“ den Herren von Vellberg und gab auch einem Zweig derselben ihren Namen. Im Weiler Buch befand sich bis in das 19. Jahrhundert auch ein Freihof. Ein anderer Freihof bestand bis 1598.